# Keystone Cops

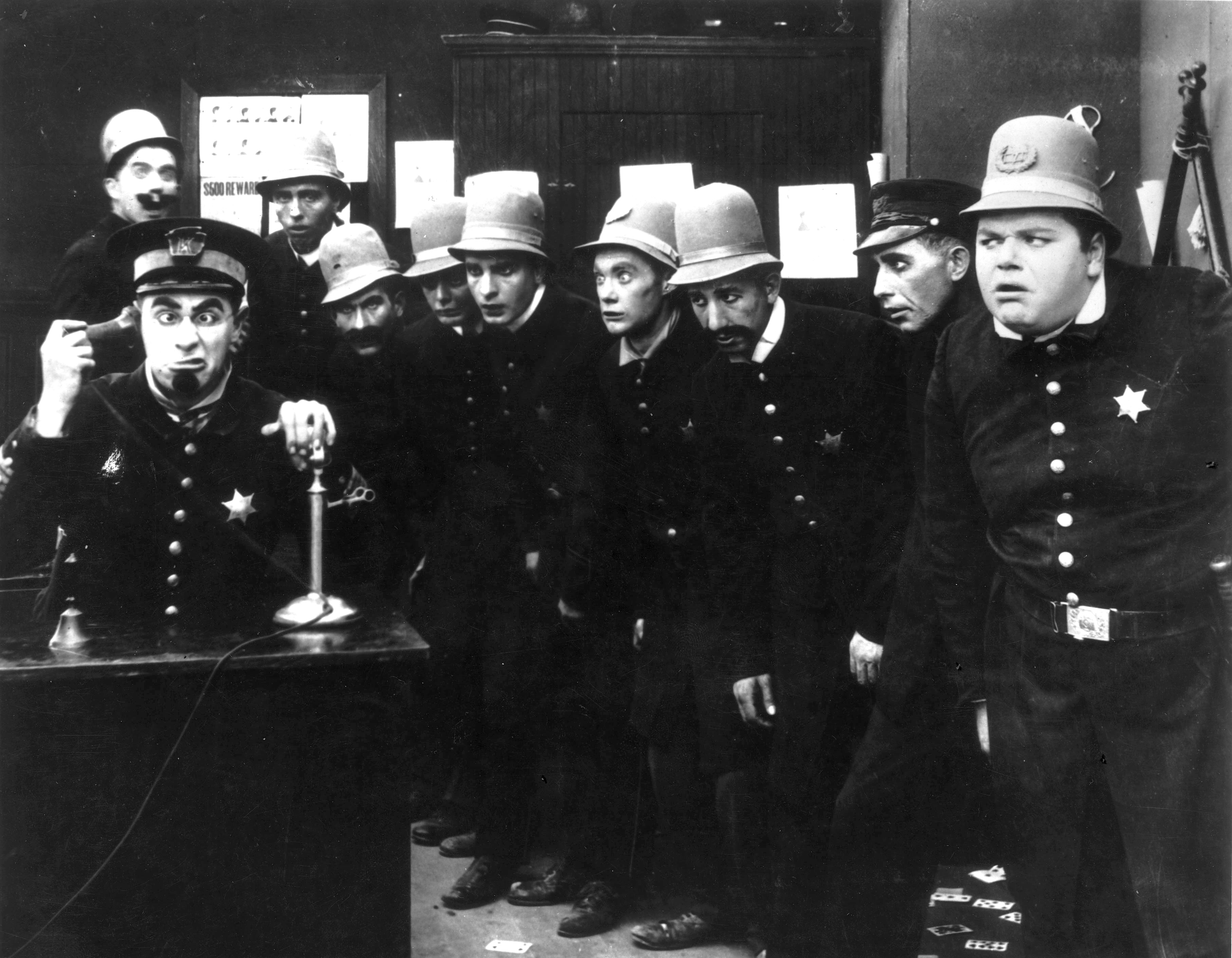
I Keystone Cops in una loro tipica posa durante il film In the Clutches of the Gang (1914). Al telefono Ford Sterling, dietro di lui più in fondo a sinistra si nota invece Edgar Kennedy. Alla sinistra di Kennedy vi è Robert Cox, mentre il poliziotto robusto sull'estremità destra è Roscoe "Fatty" Arbuckle. Il quarto poliziotto da destra, con gli occhi sporgenti, è il nipote di Arbuckle Al St. John.

I Keystone Cops, spesso scritti anche Keystone Kops, erano un gruppo di poliziotti maldestri protagonisti di una serie di commedie agli inizi degli anni 1900, durante l'era del cinema muto. Esponenti del genere slapstick, divennero celebri per le loro scene di inseguimento.

## Storia
Nati da un'idea dell'attore Hank Mann, i personaggi interpretarono dal 1912 al 1917 una serie di film prodotti da Mack Sennett, direttore della Keystone Pictures Studio. Il loro film di debutto fu Hoffmeyer's Legacy (1912), ma raggiunsero la popolarità con il successivo Bangville Police (1913) in cui recitò anche Mabel Normand. I Keystone Cops originali erano sette ed erano impersonati da George Jeske, Bobby Dunn, Mack Riley, Charles Avery, Slim Summerville, Edgar Kennedy e Hank Mann. A partire dal 1914 i Keystone Cops vennero utilizzati in ruoli secondari di supporto ad attori quali Charlie Chaplin, Fatty Arbuckle, Mabel Normand e Marie Dressler: comparvero tra l'altro nel primo lungometraggio di Sennet, Il fortunoso romanzo di Tillie (1914), e in Charlot giornalista (1914), che segnò la prima apparizione sullo schermo di Chaplin.
Nel 2010, durante un'asta di antiquariato, venne scoperta in Michigan la pellicola del film perduto A Thief Catcher (1914), in cui Charlie Chaplin interpretò uno dei Keystone Cops.

## Rivisitazioni e riferimenti
Durante gli anni 1920 Mack Sennett continuò a riproporre occasionalmente i Keystone Cops. Con l'arrivo del cinema sonoro la popolarità dei Keystone Cops andò in declino. Nel 1935 il regista Ralph Staub ricreò il gruppo di poliziotti imbranati per la sua commedia corta Keystone Hotel, distribuito dalla Warner Bros. In seguito Buster Keaton, nel film Hollywood Cavalcade (1939), fu protagonista di una scena di inseguimento in stile Keystone Cops. In Abbott and Costello Meet the Keystone Kops (1955) è presente una lunga scena di inseguimento che vede impegnati un gruppo di stuntman nei panni dei poliziotti di Sennett (lo stesso Sennett interpreta se stesso in un cameo e nel cast compaiono anche i due "Keystone Cops" Heinie Conklin e Hank Mann). Un altro riferimento, con un classico inseguimento in automobile, compare in L'ultima follia di Mel Brooks (1976).

## Keystone Cops nella cultura di massa
Nella cultura anglosassone, quando un gruppo di persone tende a commettere errori grossolani, in particolare in seguito a un'attività frenetica o per mancanza di coordinamento fra loro, si usa ricorrere al paragone con i Keystone Cops per evidenziare la loro inadeguatezza. Ad esempio il senatore Joe Lieberman, criticando il Dipartimento della Sicurezza Interna degli Stati Uniti d'America per la sua risposta all'uragano Katrina, affermava come i soccorritori diretti da Michael Chertoff "correvano intorno come i Keystone Kops, incerti su cosa avrebbero dovuto fare o incerti su come farlo." Un altro esempio è costituito dal rapporto del National Transportation Safety Board del 2012 sulle azioni intraprese dalla compagnia energetica canadese Enbridge dopo lo sversamento di milioni di litri di petrolio nel fiume Kalamazoo in Michigan nel luglio 2010, paragonando la gestione dello sversamento da parte della compagnia ai Keystone Cops.

## Altri media
Nel 1983 uscì il videogioco Keystone Kapers, prodotto da Activision e ispirato ai Keystone Cops, disponibile per computer Atari 2600, 5200 e successivamente anche per ColecoVision. Il giocatore, nei panni dell'ufficiale Kelly, si trova impegnato all'inseguimento del ladro Harry all'interno di un centro commerciale. Anche nel videogioco Hollywood or Bust del 1986 gli avversari sono ispirati ai Keystone Cops.